# Baldassare Mormile
Baldassare Mormile (Napoli, 6 gennaio 1750 – Napoli, 26 luglio 1826) è stato arcivescovo di Bari e Canosa e successivamente arcivescovo di Capua.

## Biografia
Apparteneva alla famiglia nobile dei Mormile, patrizi di Portanova. Entrò fra i chierici regolari teatini, dove studiò lettere e teologia, materia che insegnò come professore successivamente alla sua ordinazione sacerdotale. Era fratello di Giuseppe Mormile, arcivescovo di Nazareth e di Raffaele Mormile, arcivescovo di Palermo.
Fu nominato arcivescovo di Bari e Canosa nel giugno del 1805: prima di prendere possesso della diocesi, quest'ultima fu amministrata dall'arcidiacono Gaetano Maddalena fino a settembre. Il palazzo arcivescovile era occupato dai francesi di Bonaparte, che impedirono a Mormile di alloggiarvi. Dovette recarsi in una casa di campagna, che era originariamente una torre feudale, allestita e ristrutturata dagli arcivescovi precedenti. Mons. Mormile fece fatica a rispettare le direttive del nuovo governo francese che dopo la battaglia di Austerlitz, decretò il nuovo Regno di Napoli, a stampo napoleonico. Tutti gli ordini religiosi maschili furono soppressi, e Mormile riuscì a stento a preservare i monasteri femminili, tranne le clarisse di Bari.
Restò sempre fedele ai Borbone, e al ritorno del legittimo sovrano, Ferdinando I, venne nominato commendatore dell'Ordine reale delle Due Sicilie. Nel 1818, fu trasferito all'arcidiocesi di Capua, dove restò fino alla morte. Negli anni della dominazione napoleonica fu sospettato di tradimento, vista la sua vicinanza ai Borbone e la parentela con l'arcivescovo Raffaele Mormile, suo fratello, con cui intratteneva una corrispondenza assidua. Si recò a Napoli, a corte, per stemperare le tensioni, dopo una perquisizione della gendarmeria nel palazzo arcivescovile.

## Genealogia episcopale
La genealogia episcopale è:
- Cardinale Scipione Rebiba
- Cardinale Giulio Antonio Santori
- Cardinale Girolamo Bernerio, O.P.
- Arcivescovo Galeazzo Sanvitale
- Cardinale Ludovico Ludovisi
- Cardinale Luigi Caetani
- Cardinale Ulderico Carpegna
- Cardinale Paluzzo Paluzzi Altieri degli Albertoni
- Papa Benedetto XIII
- Papa Benedetto XIV
- Papa Clemente XIII
- Cardinale Marcantonio Colonna
- Cardinale Ferdinando Maria Saluzzo
- Arcivescovo Baldassare Mormile, C.R.